# Forêt classée de Monogaga
La forêt classée de Monogaga créée en 1973, est située dans la région du Bas-Sassandra, dans le Sud-Ouest de la Côte d'Ivoire. Elle a une superficie de 40 000 hectares. 
En septembre 2024, cette forêt a été transformée en agroforesterie, favorisant la commercialisation du cacao issu de ces parcelles. 
Cette forêt s'est dégradée en raison des activités humaines, qui occupent 86 % de sa superficie cultivée, ainsi que par la présence de dizaines de campements regroupant plus de 45 000 habitants.
En février 2024, la fondation Roots Wild signe avec le gouvernement de Côte d'Ivoire, une convention relative à la restauration de la forêt classée de Monogaga.